# Meliturgula eardleyana
Meliturgula eardleyana är en biart som beskrevs av Patiny 2000. Meliturgula eardleyana ingår i släktet Meliturgula och familjen grävbin. Inga underarter finns listade i Catalogue of Life.